# Underworld: Awakening
Underworld: Awakening er en amerikansk action horror film fra 2012 instrueret af Måns Mårlind og Björn Stein. Det er den fjerde film i Underworld filmserie, med Kate Beckinsale i hendes rolle som Selene. Stephen Rea, Theo James, Michael Ealy og India Eisley dukkede op i nye roller i serien. Optagelserne begyndte marts 2011 i Vancouver, British Columbia.

## Medvirkende
- Kate Beckinsale som Selene, en Death Dealer og en Vampire-Corvinus Strain Hybrid. Hun er Michaels kæreste og Eves biologiske mor.
- Stephen Rea som Dr. Jacob Lane, en Lycan leder forklædt som en menneskelig videnskabsmand..
- Michael Ealy som Detective Sebastian, som var gift med en vampyr.
- India Eisley som Eve, Selene og Michaels hybrid datter.
- Theo James som David, Selenes Vampire allierede.
- Charles Dance som Thomas, en vampyr Ælder og Davids far.
- Sandrine Holt som Lida, Jacob Lane menneskelige assistent, der er uvidende om at hun arbejder for Lycans.
- Kris Holden-Ried som Quint Lane, en kræftful Lycan som imprægneres med super-serum.
- Catlin Adams som Olivia, a Vampyr læge.
- Adam Greydon Reid som Alan, en medicinsk tekniker på Antigen Labs.
- Scott Speedman som Michael Corvin, en Lycan-Vampire Hybrid. Han er Selenes kæreste og Evas biologiske far. (Arkiv optagelser og lighed pålægges en stand-in)
- Wes Bentley som Edward Vronski et antigen videnskabsmand (ukrediteret).